# ویلااسترادا
ویلااسترادا (به ایتالیایی: Villastrada) یک منطقهٔ مسکونی در ایتالیا است که در کاستیلیونه دل لاگو واقع شده‌است. ویلااسترادا ۳۰۲ نفر جمعیت دارد و ۳۵۴ متر بالاتر از سطح دریا واقع شده‌است.